# Trương Quân
Trương Quân (tiếng Trung giản thể: 张军, bính âm Hán ngữ: Zhāng Jūn, sinh tháng 10 năm 1956, người Hán) là luật gia, chính trị gia nước Cộng hòa Nhân dân Trung Hoa. Ông là Ủy viên Ủy ban Trung ương Đảng Cộng sản Trung Quốc khóa XX, khóa XIX, hiện là lãnh đạo cấp phó quốc gia, Bí thư Đảng tổ, Thủ tịch Đại pháp quan, Viện trưởng Pháp viện Nhân dân Tối cao. Ông đảm nhiệm đủ ba cương vị người đứng đầu của hệ thống tư pháp Trung Quốc khi từng là Thủ tịch Đại kiểm sát quan, Kiểm sát trưởng Viện Kiểm sát Nhân dân Tối cao và Bộ trưởng Bộ Tư pháp. Bên cạnh đó cũng từng là cấp phó khi giữ chức Phó Bí thư Ủy ban Kiểm tra Kỷ luật Trung ương Đảng, Ủy viên Thường vụ của Ủy ban này các khóa XVII, XVIII; Phó Bí thư Đảng tổ, Phó Viện trưởng Tòa án Nhân dân Tối cao và cũng là Ủy viên Ủy ban Thẩm phán Tòa tối cao.
Trương Quân là đảng viên Đảng Cộng sản Trung Quốc, học vị Tiến sĩ Luật học. Ông có sự nghiệp dành phần lớn thời gian cho ngành tư pháp Trung Quốc, từ xuất phát điểm trong hệ thống tòa án, chuyên về lĩnh vực luật hình sự cho đến khi tham gia lãnh đạo đủ ba cơ quan tư pháp Trung Quốc là tòa án, viện kiểm sát và bộ tư pháp. 

## Xuất thân và giáo dục
Trương Quân sinh tháng 10 năm 1956 tại huyện Bác Hưng, thuộc địa cấp thị Tân Châu, tỉnh Sơn Đông, Cộng hòa Nhân dân Trung Hoa. Ông lớn lên và tốt nghiệp cao trung ở Bác Hưng năm 1973, thuộc diện thanh niên tri thức trong phong trào Vận động tiến về nông thôn, được điều tới tỉnh Cát Lâm, về công xã Hợp Long (合隆公社) của huyện Nông An làm Phó Chủ nhiệm Ủy ban Cách mạng đại đội phụ Chu Gia Viên, hoạt động thanh niên nông thôn. Năm 1978, khi phong trào được chấm dứt, hệ cao khảo trở lại, Trương Quân quyết định thi đại học và thi đỗ Đại học Cát Lâm, nhập học Khoa Pháp luật từ tháng 9 cùng năm và tốt nghiệp Cử nhân Pháp luật vào tháng 7 năm 1982. Sau đó, ông thi đỗ cao học ở Đại học Nhân dân Trung Quốc, theo học ở Khoa Pháp luật của trường tại Bắc Kinh và nhận bằng Thạc sĩ Luật hình sự vào tháng 7 năm 1985. Năm 2004, ông là nghiên cứu sinh sau đại học tại Học viện Pháp luật, Đại học Vũ Hán, được hướng dẫn bởi nhà luật học Mã Khắc Xương, trở thành Tiến sĩ Luật hình sự năm 2006. Trương Quân được kết nạp Đảng Cộng sản Trung Quốc vào tháng 5 năm 1974 khi chưa tròn 18 tuổi ở vùng nông thôn trong phong trào thanh niên, ông từng tham gia những khóa học chính trị như khóa học tập phân hiệu cơ quan Quốc gia và Trung ương giai đoạn 1990–91, khóa bồi dưỡng cán bộ trung, thanh niên giai đoạn 2000–01, đều tại Trường Đảng Trung ương Đảng Cộng sản Trung Quốc.

## Sự nghiệp

### Các giai đoạn
Tháng 4 năm 1975, Trương Quân được điều từ vùng nông thôn tới Đoàn Thanh niên Cộng sản Trung Quốc tỉnh Cát Lâm, làm Cán bộ Bộ Tuyên truyền Thành đoàn Trường Xuân, bắt đầu sự nghiệp. Ông công tác ở đây 3 năm, sau đó theo học liên tục cho đến năm 1985 thì được chuyển sang Tòa án Nhân dân Tối cao, làm Thư ký viên Phòng Hình sự và Phòng Tổng hợp của Viện nghiên cứu thuộc tòa. Sau đó, ông lần lượt là Phó Trưởng phòng Hình sự, Trợ lý Thẩm phán, Trưởng phòng rồi Thẩm phán viên của Viện. Ông cũng được điều chuyển sang Tòa án Nhân dân thành phố Bắc Kinh làm Phó Tổ trưởng Tổ Thẩm phán tội phạm kinh tế của Tòa án Nhân dân quận Hải Điến giai đoạn 1991–92. Đến 1995, ông được bổ nhiệm làm Phó Viện trưởng Viện nghiên cứu Tòa án Nhân dân Tối cao, được bầu làm Ủy viên Ủy ban Thẩm phán Tòa án Nhân dân Tối cao, Chánh Tòa Hình sự thứ nhất (刑一庭) từ 1998, rồi Chánh Tòa Hình sự thứ hai (刑二庭) từ năm 2000.
Năm 2001, Trương Quân được bổ nhiệm làm Phó Viện trưởng (副院长, Phó Chánh án) Tòa án Nhân dân Tối cao, Thành viên Đảng tổ. Ông cũng kiêm nhiệm là Phó Bí thư Đảng tổ, Phó Viện trưởng thường vụ Tòa án Nhân dân cấp cao thành phố Bắc Kinh từ tháng 8 năm 2001 đến tháng 7 năm 2002. Tháng 7 năm 2003, ông được bổ nhiệm làm Phó Bộ trưởng Bộ Tư pháp, thành viên đảng tổ, cho đến tháng 8 năm 2005 thì trở lại Tòa tối cao và tiếp tục là Phó Viện trưởng. Tháng 12 năm 2007, ông tham gia Đại hội Đảng Cộng sản Trung Quốc lần thứ XVII, được bầu làm Ủy viên Thường vụ Ủy ban Kiểm tra Kỷ luật Trung ương Đảng. Sang tháng 4 năm 2008, ông giữ thêm vị trí Phó Bí thư Đảng tổ Tòa tối cao.

### Lãnh đạo ngành tư pháp
Tháng 3 năm 2011, Trương Quân được thăng bậc là cán bộ cấp bộ trưởng. Vào tháng 11 năm 2012, tại cuộc họp toàn thể lần thứ 8 của Ủy ban Kiểm Kỷ khóa XVII, ông được chọn làm Phó Bí thư Ủy ban Kiểm Kỷ, và sau đó tái đắc cử Ủy viên Thường vụ, Phó Bí thư Ủy ban Kiểm Kỷ tại Đại hội Đảng Cộng sản Trung Quốc lần thứ XVIII, miễn nhiệm các chức vụ ở Tòa tối cao. Cuối nhiệm kỳ này, ngày 24 tháng 2 năm 2017, theo kiến nghị của Tổng lý Lý Khắc Cường, Trương Quân được Nhân Đại Trung Quốc phê chuẩn làm Bộ trưởng Bộ Tư pháp. Tháng 10 năm 2017, ông tiếp tục tham gia đại hội đại biểu toàn quốc, được bầu làm Ủy viên Ủy ban Trung ương Đảng Cộng sản Trung Quốc khóa XIX tại Đại hội Đảng Cộng sản Trung Quốc lần thứ XIX. Tháng 3 năm 2018, kỳ họp đầu tiên của Nhân Đại Trung Quốc khóa XIII, Trương Quân được bầu làm Kiểm sát trưởng (检察长) Viện Kiểm sát Nhân dân Tối cao. Cuối năm 2022, ông tham gia Đại hội Đảng Cộng sản Trung Quốc lần thứ XX từ đoàn đại biểu khối cơ quan trung ương Đảng và Nhà nước. Trong quá trình bầu cử tại đại hội, ông tái đắc cử là Ủy viên Ủy ban Trung ương Đảng Cộng sản Trung Quốc khóa XX. Ngày 11 tháng 3 năm 2023, tại kỳ họp thứ nhất của Đại hội đại biểu Nhân dân toàn quốc khóa XIV, Trương Quân được miễn nhiệm vị trí Kiểm sát trưởng, đồng thời được bầu làm Viện trưởng Pháp viện Nhân dân Tối cao, trở thành chính trị gia đầu tiên từng đảm nhiệm ba cương vị trực tiếp lãnh đạo ngành tư pháp Trung Quốc gồm Bộ trưởng Bộ Tư pháp, Kiểm sát trưởng Viện Kiểm sát và Viện trưởng Pháp viện.

## Công trình
Trong sự nghiệp của mình, Trương Quân dành nhiều thời gian nghiên cứu ngành luật, xuất bản nhiều công trình, trong đó có:
- Trương Quân (2003). 刑法罪名精释. Bắc Kinh: Tòa án Nhân dân. ISBN 978-7-80056-656-1.
- Trương Quân (2003). 破坏金融管理秩序罪. Bắc Kinh: Đại học Công an Nhân dân. ISBN 978-7-81087-097-9.
- Trương Quân; Quách Kiến An, Trần Tiểu Vân (2007). 反洗钱立法与实务. Bắc Kinh: Đại học Bắc Kinh. ISBN 978-7-80217-497-9.
- Trương Quân (2008). 刑法纵横谈. Bắc Kinh: Đại học Bắc Kinh. ISBN 978-7-30113-310-1.
- Trương Quân (2013). 新控辩审三人谈. Bắc Kinh: Đại học Bắc Kinh. ISBN 978-7301235041.